# Palacio de Bendaña
El Palacio de Arrieta-Maestu o Palacio de Bendaña, actual sede del Museo Fournier de Naipes de Álava, se ubica en la zona oriental del casco medieval de Vitoria.

## Historia y descripción

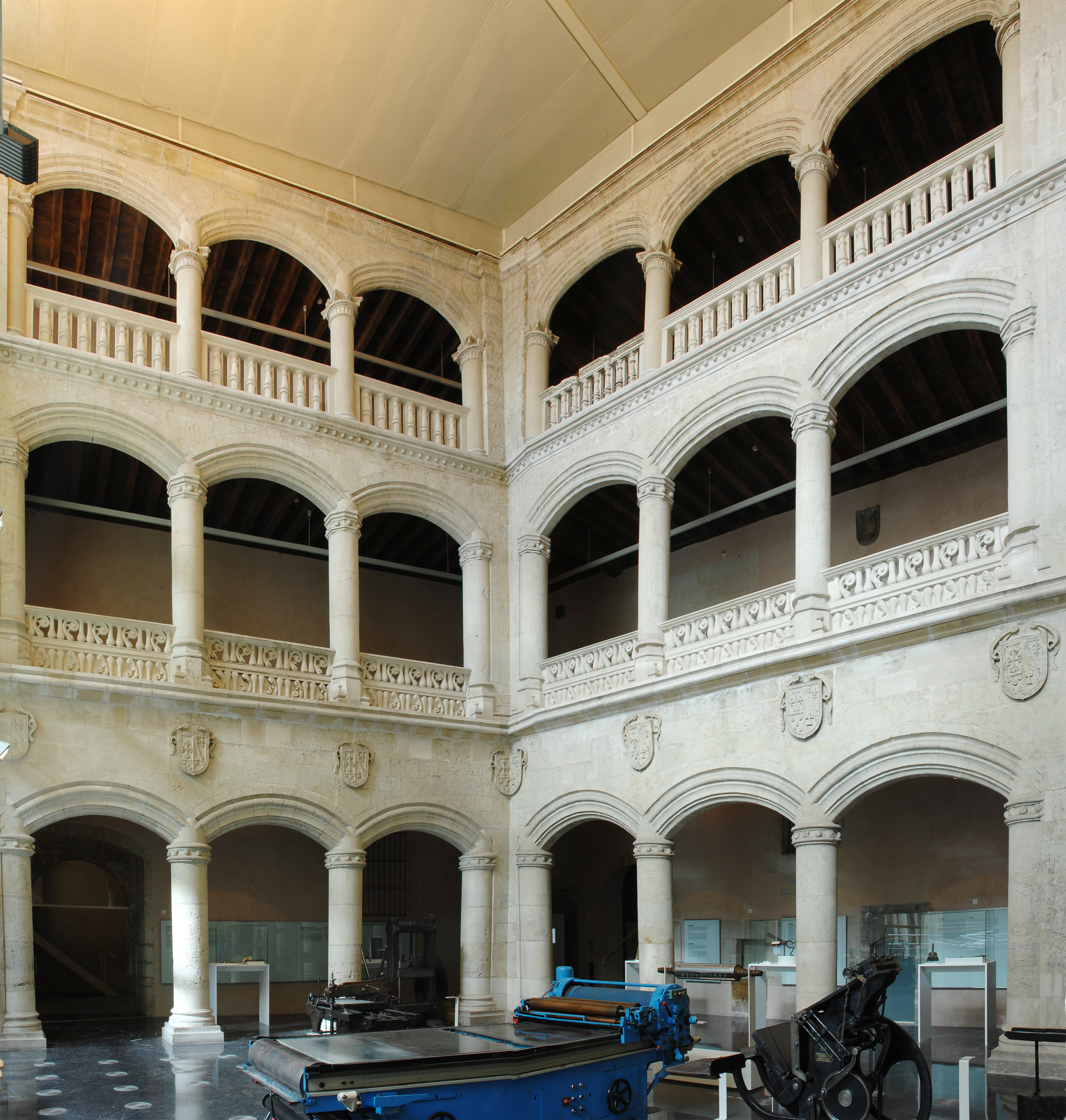
Patio interior

Juan López de Arrieta lo mandó construir en 1525 en el solar de la antigua torre medieval de los Maestu, prolongándose su construcción hasta 1560 aproximadamente. Quedan algunos restos de esta construcción medieval, visibles desde el exterior del edificio.
El edificio, de tres plantas y realizado en piedra de sillería, presenta la organización y las formas decorativas del pleno renacimiento, especialmente en las galerías del patio. El palacio mantiene también algunos elementos propios del gótico tardío, como la puerta de arco apuntado de la fachada principal y la bóveda octogonal estrellada sobre la escalera.
La primera fase de la construcción de este palacio fue llevada a cabo por Juan López de Arrieta, Procurador de la Real Chancillería de Valladolid. Sin embargo, los principales promotores de este palacio renacentista fueron su hijo, Pedro López de Arrieta, Consejero Real de Carlos I, y María Martínez de Escoriaza.
El torreón cilíndrico de la fachada, es un símbolo de ostentación de los dueños del palacio.
En 1886 fue vendido por el entonces poseedor del Mayorazgo de los Arrieta, el Marqués de Bendaña, de quien toma el nombre actual. Años más tarde fue adquirido por Teodoro de Aguirre y se destinó a fábrica y exposición de muebles, hasta la compra por la Diputación Foral de Álava para su restauración e instalación del Museo Fournier de Naipes de Álava desde 1994.